# Ciclismo ai XIX Giochi panamericani
Le gare di ciclismo ai XIX Giochi Panamericani di Santiago del Cile hanno avuto luogo dal 21 ottobre al 5 novembre 2023 in diversi impianti. La sede delle prove di BMX Freestyle sarà l'Urban Sports Esplanade, nel parco dello stadio Nazionale del Cile nel comune di Ñuñoa, mentre le gare di BMX si terranno presso la BMX Track situata nel comune di Peñalolén. Le prove di mountain bike si svolgeranno nel Parque Metropolitano San Cristóbal, nella Regione Metropolitana di Santiago, le prove su strada si svolgeranno nel comune di Isla de Maipo e la sede delle prove su pista sarà il Velodromo Panamericano, anch'esso nel comune di Peñalolén.

## Risultati

### Ciclismo su strada
| Prova                    | Oro              | Argento              | Bronzo               |
| Corsa in linea maschile  | Jhonatan Narváez | Eduardo Sepúlveda    | Eric Fagúndez        |
| Corsa in linea femminile | Lauren Stephens  | Miryam Maritza Nuñez | Agua Marina Espínola |
| Cronometro maschile      | Walter Vargas    | Richard Carapaz      | Conor White          |
| Cronometro femminile     | Kristen Faulkner | Arlenis Sierra       | Aranza Villalón      |

### Ciclismo su pista
| Prova                            | Oro                                                                                    | Argento                                                               | Bronzo                                                                           |
| Velocità maschile                | Nicholas Paul                                                                          | Jair Tjon En Fa                                                       | Kevin Quintero                                                                   |
| Velocità a squadre maschile      | Canada Tyler Rorke Nick Wammes James Hedgecock                                         | Colombia Carlos Echeverri Rubén Murillo Kevin Quintero                | Messico Jafet López Juan Ruiz Terán Edgar Verdugo                                |
| Inseguimento a squadre maschile  | Canada Carson Mattern Christopher Ernst Michael Foley Sean Richardson Campbell Parrish | Colombia Brayan Sánchez Jordan Parra Juan Esteban Arango Nelson Soto  | Stati Uniti Brendan Rhim Colby Lange David Domonoske Grant Koontz Anders Johnson |
| Keirin maschile                  | Kevin Quintero                                                                         | Nicholas Paul                                                         | Juan Ruiz Terán                                                                  |
| Omnium maschile                  | Hugo Ruiz                                                                              | Ricardo Peña                                                          | Jacob Decar                                                                      |
| Americana maschile               | Messico Fernando Nava Ricardo Peña Salas                                               | Colombia Jordan Parra Juan Esteban Arango                             | Stati Uniti Colby Lange Grant Koontz                                             |
| Velocità femminile               | Messico Jessica Salazar Yuli Verdugo Daniela Gaxiola                                   | Stati Uniti Keely Ainslie Kayla Hankins Mandy Marquardt               | Canada Emy Savard Sarah Orban Jackie Boyle                                       |
| Velocità a squadre femminile     | Martha Bayona                                                                          | Yuli Verdugo                                                          | Mandy Marquardt                                                                  |
| Inseguimento a squadre femminile | Canada Devaney Collier Fiona Majendie Kiara Lykyk Ruby West                            | Messico Lizbeth Salazar María Gaxiola Victoria Velasco Yareli Acevedo | Colombia Andrea Alzate Juliana Londoño Lina Rojas Lina Hernández                 |
| Keirin femminile                 | Martha Bayona                                                                          | Daniela Gaxiola                                                       | Dahlia Palmer                                                                    |
| Omnium femminile                 | Yareli Acevedo                                                                         | Lina Hernandez                                                        | Catalina Soto                                                                    |
| Americana femminile              | Colombia Lina Rojas Lina Hernández                                                     | Messico Lizbeth Salazar Antonieta Gaxiola                             | Stati Uniti Chloe Patrick Colleen Gulick                                         |

### Mountain bike
| Prova                   | Oro              | Argento           | Bronzo               |
| Cross-country maschile  | Gunnar Holmgren  | Martín Vidaurre   | José Gabriel Marques |
| Cross-country femminile | Jennifer Jackson | Catalina Vidaurre | Raiza Goulão         |

### BMX
| Prova                  | Oro             | Argento            | Bronzo          |
| Velocità maschile      | Kamren Larsen   | Cameron Wood       | Carlos Ramírez  |
| Velocità femminile     | Mariana Pajón   | Molly Simpson      | Gabriela Bolle  |
| Stile libero maschile  | José Torres Gil | José Manuel Cedano | Gustavo Batista |
| Stile libero femminile | Hannah Roberts  | Macarena Pérez     | Katherine Díaz  |

## Medagliere
| Posiz. | Nazione           | Oro | Argento | Bronzo | Totale |
| ------ | ----------------- | --- | ------- | ------ | ------ |
| 1      | Colombia          | 6   | 4       | 4      | 14     |
| 2      | Canada            | 5   | 1       | 1      | 7      |
| 3      | Stati Uniti       | 4   | 2       | 4      | 10     |
| 4      | Messico           | 3   | 5       | 2      | 10     |
| 5      | Ecuador           | 1   | 2       | -      | 3      |
| 6      | Argentina         | 1   | 1       | -      | 2      |
|        | Trinidad e Tobago | 1   | 1       | -      | 2      |
| 7      | Perù              | 1   | -       | -      | 1      |
| 8      | Cile              | -   | 4       | 3      | 7      |
| 9      | Cuba              | -   | 1       | -      | 1      |
|        | Suriname          | -   | 1       | -      | 1      |
| 12     | Brasile           | -   | -       | 3      | 3      |
| 13     | Bermuda           | -   | -       | 1      | 1      |
|        | Giamaica          | -   | -       | 1      | 1      |
|        | Paraguay          | -   | -       | 1      | 1      |
|        | Uruguay           | -   | -       | 1      | 1      |
|        | Venezuela         | -   | -       | 1      | 1      |
| TOTALE | TOTALE            | 22  | 22      | 22     | 66     |